# Scolopendra alternans
Scolopendra alternans är en mångfotingart som beskrevs av Leach 1813. Scolopendra alternans ingår i släktet Scolopendra och familjen Scolopendridae. Inga underarter finns listade i Catalogue of Life.